# Tincourt-Boucly
Tincourt-Boucly ist eine französische Gemeinde mit 337 Einwohnern (Stand 1. Januar 2022) im Département Somme in der Region Hauts-de-France im Norden von Frankreich. Die Gemeinde gehört zum Kanton Péronne.

## Geographie
Die Gemeinde liegt rund 4,5 km westlich von Roisel an der Départementsstraße D6 nach Péronne am Flüsschen Cologne, der bei Péronne in die Somme mündet. Die Gemeinde umfasst die Ortsteile Tincourt, Boucly und Hamel. Durch Tincourt-Boucly verlief der Abschnitt Péronne-Épehy der früheren Bahnstrecke von Saint-Just-en-Chaussée nach Douai.

## Geschichte
Die Gemeinde erhielt als Auszeichnung das Croix de guerre 1914–1918.

## Einwohner
| 1962 | 1968 | 1975 | 1982 | 1990 | 1999 | 2006 | 2010 |
| ---- | ---- | ---- | ---- | ---- | ---- | ---- | ---- |
| 407  | 429  | 385  | 384  | 383  | 389  | 402  | 384  |

## Verwaltung
Bürgermeister (maire) ist seit 2001 Yvonne Gronnier.

## Sehenswürdigkeiten
- Kirche Saint-Quintin in Tincourt
- Kapelle Saint-Onmé in Boucly

## Persönlichkeiten
- Jean-Charles-Joseph Souplet (1773–1844), Ritter der Ehrenlegion seit 1807, geboren in Boucly.